# 埃斯蒂克區
17°32′30″S 70°01′07″W / 17.5418°S 70.0185°W
埃斯蒂克區（西班牙語：Distrito de Estique），是秘魯的一個區，位於該國南部塔克納大區的塔拉塔省，始建於1857年1月2日，面積312.9平方公里，海拔高度3,148米，2005年人口318，人口密度每平方公里1人。